# فرودگاه شهری سیرا ویستا
فرودگاه شهری سیرا ویستا (به انگلیسی: Sierra Vista Municipal Airport) (به زبان بومی: Libby Army Airfield) یک فرودگاه همگانی و نظامی بهره‌برداری هوایی با کد یاتا FHU است که یک باند فرود بتن دارد و طول باند آن ۳۶۵۸ متر است. این فرودگاه در کشور ایالات متحده آمریکا قرار دارد و در ارتفاع ۱۴۳۸ متری از سطح دریا واقع شده است.